# Riccardo Cucciolla
Riccardo Cucciolla, född 5 september 1924 i Bari, Apulien, död 17 september 1999 i Rom, var en italiensk skådespelare.

## Utmärkelser
Cucciolla vann pris som Bästa manliga skådespelare vid filmfestivalen i Cannes 1971 för De dödsdömda.

## Roller i urval
- 1953 – Gänget
- 1964 – Italienare, duktigt folk
- 1967 – Storslam 70
- 1969 – Den desperata jakten
- 1971 – De dödsdömda
- 1971 – Utredningen är avslutad, glöm fallet
- 1972 – De kriminella
- 1974 – Cani arrabbiati
- 1974 – Jag kommer för att döda
- 1974 – Sommaren med Sonja
- 1985 – The Assisi Underground
- 1990 – Bläckfisken (TV-serie)